# 格雷索夫斯基

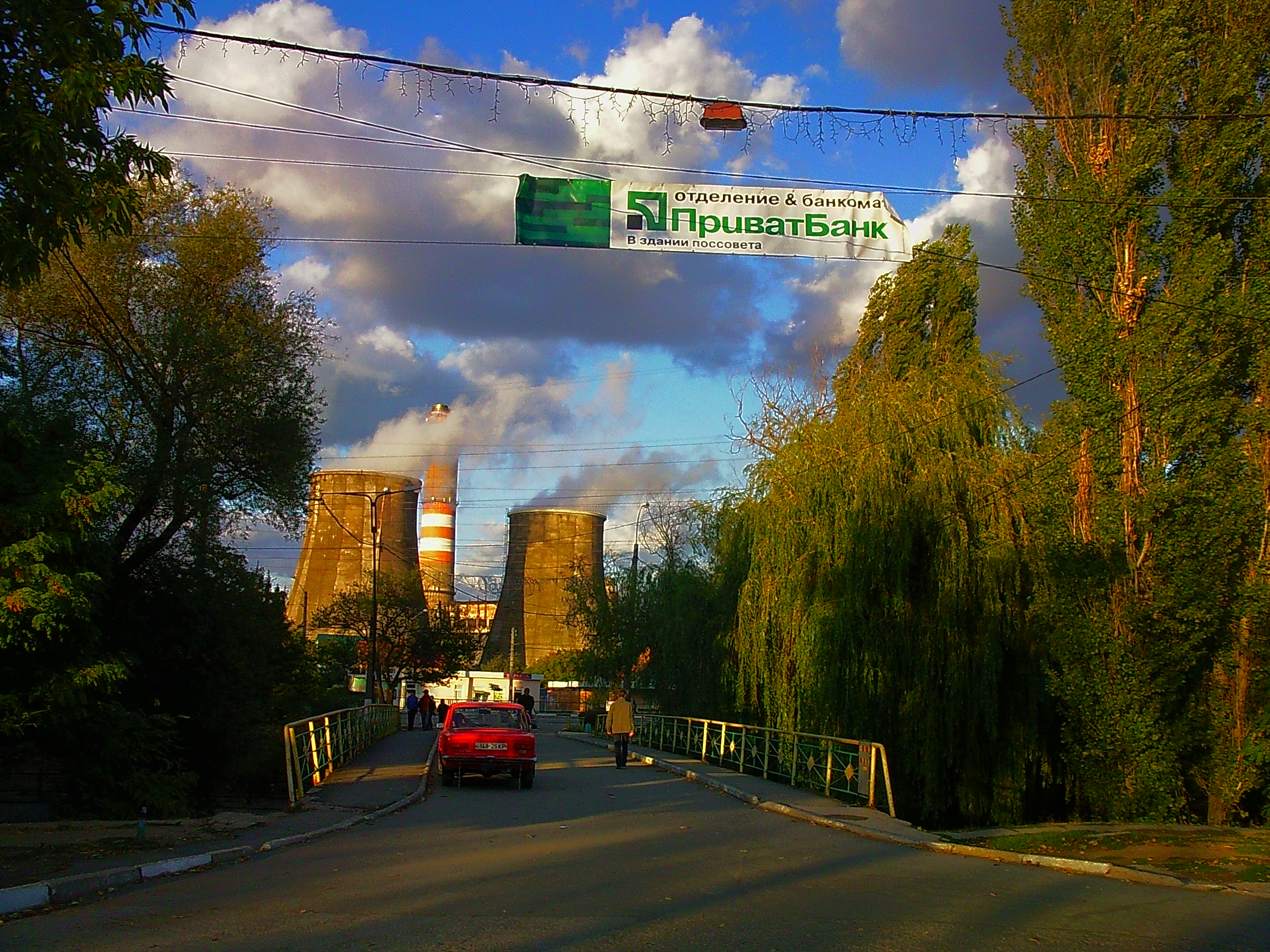
市容

赫雷西夫斯基（烏克蘭語：Гресівський），又按俄語名譯為格雷索夫斯基（俄语：Грэсовский），是法理上乌克兰克里米亚自治共和国辛菲罗波尔区的市级镇，但事实上是俄罗斯克里米亞共和國辛菲罗波尔区的市级镇。該鎮處於薩爾吉爾河右岸，距離辛菲羅波爾6公里，始建於1956年，海拔高度224米，2014年人口11,509。